# Hydraulisk glatt
Det Hydrauliskt glatta förhållanden råder vid strömningstillstånd 2A i Moody-diagrammet, där det alltså råder turbulent strömning. Detta är ett strömningstillstånd som kännetecknas av att det laminära underskiktet är tjockare än rörens invändiga ojämnheter. Friktionstalet (λ) blir då helt beroende av fluidens viskositet. Dessa strömningsförhållanden inträffar när skrovlighetens reynoldstal (Re*) är mindre än 4, samtidigt som Reynolds tal överstiger sitt övre kritiska värde.
Under hydrauliskt glatta förhållanden bestäms tjockleken av det laminära underskiktet helt och hållet av Reynolds tal (Re) och därmed fluidens hastighet. En låg hastighet ger ett tjockt laminärt underskikt och en hög hastighet ger ett tunt laminärt underskikt.
I denna strömningszon görs de bästa flödesberäkningarna med Prandtl-Nikuradses formel.